# Michel Ballot
Pour les articles homonymes, voir Ballot.
Michel Ballot est un avocat et un juriste nissart et français qui se passionne pour la cryptozoologie, une pseudoscience qui recherche les « animaux cachés » dont la science ne peut démontrer l'existence,.

## Sur la piste du Mokélé-Mbembé
Michel Ballot a découvert la cryptozoologie grâce à son inventeur Bernard Heuvelmans. Michel Ballot est le fondateur du Centre Cryptos (Centre de Recherches sur les Êtres Vivants Mystérieux) qui publie le magazine Cryptos depuis 1995.
Depuis 2007, Michel Ballot mène ses recherches en Afrique, dans le sud-est du Cameroun et du Congo, à la recherche d'indices de l'existence d'un grand animal à long cou, le Mokélé-mbembé. La présence de cette créature inconnue serait rapportée par les Pygmées baka et les occidentaux depuis le XVIIIe siècle. Selon Michel Ballot, il ne s'agirait pas d'un dinosaure mais d'un grand mammifère aquatique encore inconnu.
En 2012, la réalisatrice Marie Voignier lui consacre un documentaire, L’hypothèse du Mokélé-Mbembé, présenté dans de nombreux festivals ainsi qu'au Muséum national d'histoire naturelle de Paris,,.
En 2014, Michel Ballot publie le récit de ses expéditions dans la jungle africaine, A la recherche du Mokélé-Mbembé, aux Éditions du Trésor . En 2021, il publie Nki, l'ultime frontière, complément de son précédent livre sur ses expéditions au sud Cameroun et nord Congo.
En 2022, il publie Les hypothèses Nessie aux éditions Ethos, dans lequel il revient sur le mystère irrésolu du Monstre du loch Ness. Il retient la théorie de Bernard Heuvelmans sur l'existence d'un mammifère inconnu, de la famille des Pinnipèdes, comme l'éléphant de mer.

## Radio
- 2014 : La Cryptozoologie : sur la piste des animaux inconnus (La tête au carré sur France Inter).
- 2014 : À la recherche du Mokélé-Mbembé (La Curiosité est un Vilain Défaut animé par Sidonie Bonnec et Thomas Hugues sur RTL).
- 2014 : Des animaux et des hommes, De la vache au moklélé-mbembé sur France Culture.
- 2016 : Sur la piste du Mokélé-Mbembé (Les Aventuriers de l'Inconnu animé par Jacques Pradel sur RTL).
- 2018 :  Michel Ballot, cryptozoologue et... crapaud fou sur RTS Radio Télevision Suisse.